# شباب البومب 12 (مسلسل)
شباب البومب 12 هو مسلسل كوميدي سعودي ساخر. عُرض المسلسل حصريًا على قناة روتانا خليجية في رمضان 1445.

## قصة العمل
يتناول المسلسل قصة مجموعة من الشباب السعودي (عامر وتركي وشكش وياسر وكفتة) الذين يعيشون في مدينة الرياض، ويواجهون العديد من المواقف الكوميدية في حياتهم اليومية.

## الممثلون
- فيصل العيسى (عامر)
- مهند الجميلي (شكش)
- سلمان المقيطيب (كفتة)
- علي المدفع (ابوعامر)
- فيصل المسيعيد (صالح)
- محمد الدوسري (ياسر)
- عبد العزيز برناوي (عزوز)
- عبد العزيز الفريحي (تركي)
- شفيقة يوسف (أم عامر)
- محمد الحربي (سليمان)
- طرفة الشريف (نوف أخت عامر)
- شروق باوزير (مي)
- هيلدا ياسين (مناهل)
- مريم عبد الرحمن (ملاك)
- نجود أحمد، (بيان).[2]

## قائمة الحلقات
| رقم الحلقة | عنوان الحلقة | تاريخ العرض  | ضيوف الحلقة |
| ---------- | ------------ | ------------ | ----------- |
| 1          | بو عبود      | 1 رمضان 1445 |             |
| 2          | فال بومب     | 2 رمضان 1445 | فالكون      |
| 3          | الميركاتو    | 3 رمضان 1445 | محمد نور    |
| 4          | الغدرة       | 4 رمضان 1445 |             |